# Espaldas mojadas (película)
Espaldas mojadas, conocida también como Río Bravo o Pan ajeno, es una película mexicana de 1955 escrita y dirigida por Alejandro Galindo y protagonizada por David Silva, Víctor Parra y Martha Valdés. Se filmó a partir del 4 de mayo de 1953 en los cines Tepeyac y se estrenó el 16 de junio de 1955 en el Cine Mariscala, donde permaneció durante cinco semanas. Se trata de un melodrama que retrata las difíciles condiciones de trabajo para los mexicanos que deciden emigrar a los Estados Unidos en busca del sueño americano.

## Argumento
Rafael (David Silva) es un joven trabajador mexicano que trabaja manejando un tractor que de pronto decide ir a los Estados Unidos porque ha disputado a una mujer con el hijo de un cacique y no puede quedarse. Sin embargo, no tiene papeles, así que debe pasar como bracero o espaldas mojadas (términos con se conocía a quienes decidían ir sin papeles al país del norte), por lo que decide pagar a Frank Mendoza (José Elías Moreno), un experto en cruzar a hombres ilegalmente a través del Río Bravo. Aunque muchos compañeros de viaje mueren en el intento, al ser baleados por los guardias estadounidenses, Rafael logra cruzar a suelo estadounidense, no obstante, en cuanto pone un pie en el país estadounidense se da cuenta de que las cosas no son tan fáciles: todo es desconocido, incluso el idioma.
Durante sus andanzas, se encuentra con un simpático vagabundo llamado Louie (Óscar Pulido), que conoce a detalle el sistema ferroviario de Estados Unidos y no sólo eso, sino que sabe dónde contratan a personas sin papeles. El primer trabajo de Rafael será en una maderería, pero pronto se ve obligado a huir cuando los inspectores le exigen presentar sus documentos. Después logrará encontrar trabajo como lavaplatos, donde aprovechándose de su situación, lo explotan laboralmente, y tras una pelea con un compañero se ve en la necesidad de volver a huir. 
Perseguido y escondiéndose por ser un sin papeles, Rafael consigue trabajo en las vías del tren, donde se encuentra con un grupo de mexicanos que recuerdan con nostalgia y orgullo a su país. Pero, la vía está a cargo del abusivo capataz Mister Sternier, con quien Rafael pelea por defender a un paisano, con la consecuencia conocida: volver a huir. Durante su huida conoce a María del Consuelo (Martha Valdés), una pocha que nació en Estados Unidos pero es hija de mexicanos, por lo que no se siente parte de ningún país. Ella lo ayuda y lo esconde para que no sea detenido. Finalmente, Rafael y María del Consuelo se enamoran y deciden reencontrarse en México, a donde llegarán cada uno por su lado.
Rafael sale ileso tras haber nadado el Río Bravo y llega a Ciudad Juárez, donde se encuentra con María, pero también con Mr. Sternier, a quien le da una paliza. Con la participación de todos los presentes, Steiner es arrojado al río para que regrese nadando a su país, sin embargo muere debido a las balas disparadas por los guardias de la frontera norteamericana. Finalmente, Rafael y María del Consuelo han regresado a México y deciden viajar hacia el sur, a donde los acompañará Louie.

## Reparto
- David Silva como Rafael Améndola Campuzano.
- Víctor Parra como Mister Sternier.
- Martha Valdés como Mary o María del Consuelo.
- Óscar Pulido como Luis Villarreal o Louie Royalville.
- José Elías Moreno como Frank Mendoza.
- Pedro Vargas como Bracero.
- Alicia Malvido como Agnes.
- Carolina Barret como Margarita Frías.
- Salvador Godínez
- Lola Beltrán como Cantante.
- Rogelio Fernández como Bracero.
- Guillermo Álvarez Bianchi como Rico.
- Eulalio González "Piporro" como Alberto Cuevas.

## Tema
Después de filmar Doña Perfecta y Una familia de tantas, el director Alejandro Galindo, conocido por abordar temas citadinos y clasemedieros; vuelve a trabajar con su actor de cabecera, David Silva, para tratar un tema candente a mediados del siglo XX: la emigración de mexicanos que buscaban el sueño americano en los Estados Unidos. 
En su Historia documental del cine mexicano, Emilio García Riera dice de la cinta:

Aunque bien realizada, la película es algo melodramática, desigual y algo indecisa, pues también resulta advertible en Galindo una fuerte ambivalencia en su retrato de un medio norteamericano que a la vez le provoca sentimientos de rechazo y de atracción, cosa ya probada por otras películas suyas y por su delectación en el uso del idioma inglés. Sin embargo Espaldas mojadas tuvo el gran mérito de aludir a un problema serio y de tratamiento desaconsejable a ojos oficiales.

## Premios
| Año  | Premio       | Categoría                                               | Ganador                  |
| ---- | ------------ | ------------------------------------------------------- | ------------------------ |
| 1956 | Premio Ariel | Mejor papel de cuadro femenino                          | Carolina Barret          |
| 1956 | Premio Ariel | Mejor papel de cuadro masculino                         | Eulalio González Piporro |
| 1956 | Premio Ariel | Premio especial a la película de mayor interés nacional | Espaldas mojadas         |